# Нобре да Кошта, Алфреду
Алфре́ду Жо́ржи Но́бри да Ко́шта (порт. Alfredo Jorge Nobre da Costa; 10 сентября 1923, Лиссабон, Португалия — 2 апреля 1996, Лиссабон, Португалия) — португальский инженер и политик, премьер-министр Португалии в 1978 году.

## Биография
Родился 10 сентября 1923 года в Лиссабоне в семье Алфреду Энрики Андресена да Кошты (порт. Alfredo Henrique Andresen da Costa, род. 4 ноября 1893) и Марии Элены Нобри (порт. Maria Helena Nobre, род. 1895). В 1946 году он закончил Технический университет в Лиссабоне и в 1948 году, продолжив обучение за границей, получил дополнительный диплом в Лондоне. В 1950 году, в возрасте 27 лет Нобри да Кошта начал свою карьеру инженера и менеджера на предприятиях португальской группы Шампалимо, одной из семи крупнейших монополий страны. Он руководил производством на цементных заводах Тежу, Кабо Монтегу и Лейрии. В 1962 Нобри да Кошта покинул группу Шампалимо и занял пост технического администратора в сталелитейной корпорации «Siderurgia Nacional», однако в 1965 году уволился и оттуда, чтобы принять участие в создании компании «Champallimaud Lusotecna». Одновременно он занял пост администратора в корпорации электротехники и электроники «EFACEC». В 1972 году он был избран председателем Совета газовой и энергетической кампании SACOR и занимал этот пост до Революции гвоздик в 1974 году/
Был известен в стране как способный и эффективный управленец и в 1976 году, когда экономическое положение страны стало критическим, военные власти привлекли его для работы в правительстве. 19 сентября 1976 года по приглашению адмирала Пиньейру де Азеведу Нобри да Кошта вошёл в состав VI временного правительства Португалии в качестве государственного секретаря по вопросам тяжёлой промышленности. В июле 1976 года социалист Мариу Суариш назначил его министром промышленности и технологий в первом конституционном правительстве. Нобри да Кошта проработал на этом посту полтора года, пока в январе 1978 года правительство не ушло в отставку после парламентского кризиса.

### Премьер-министр
После того, как второе конституционное правительство Мариу Суариша ушло в отставку после распада правящей коалиции, президент Португалии генерал Антониу Рамалью Эаниш 9 августа 1978 года поручил Алфреду Нобри да Коште сформировать кабинет как независимому политику, не связанному с политическими партиями. Через 20 дней, 29 августа правительство принесло присягу, однако 14 сентября Ассамблея республики не утвердила правительственную программу. 25 октября премьер-министром был назначен Карлуш Алберту да Мота Пинту. Правительство президентской инициативы продержалось всего 85 дней и сложило полномочия 22 ноября 1978 года.

### После отставки
В 1980 году Нобри да Кошта поддержал кандидатуру Рамалью Эаниша на пост президента и вошёл в состав комитета в его поддержку. Он вернулся в корпорацию «EFACEC» и был её президентом до самой смерти.
Алфреду Жоржи Нобри да Кошта скончался 2 апреля 1996 года в Лиссабоне после продолжительной болезни, о чём сообщил прессе представитель компании «EFACEC».

## Частная жизнь
Алфреду Нобри да Кошта приходился внуком известному португальскому медику и учёному Алфреду да Коште. 5 мая 1951 года Алфреду Нобри да Кошта женился на Марии ди Лурдиш ди Карвалью-и-Кунья Фортеш да Гама (порт. Maria de Lourdes de Carvalho e Cunha Fortes da Gama , род. 1925). 5 февраля 1952 года у них родилась единственная дочь Вера Мария Нобри да Кошта (порт. Vera Maria Nobre da Costa).

## Награды
Награды Португалии
| Страна     | Дата                             | Награда                 | Награда       | Литеры |
| ---------- | -------------------------------- | ----------------------- | ------------- | ------ |
| Португалия | 9 апреля 1981 —                  | Кавалер Большого креста | ордена Христа | GCC    |
| Португалия | 15 сентября 1961 — 9 апреля 1981 | Командор                | ордена Христа | ComC   |